# Срђан Шкулић
Срђан Шкулић (7. септембар 1945. – 5. децембар 2021.) је био југословенски и српски професионални кошаркаш који је целу каријеру провео у Црвеној Звезди.

## Лични живот
Шкулић је рођен 7. септембра 1945. године у Београду. Завршио је Другу београдску гимназију и Електротехнички факултет у Београду. Оженио се са Тамаром, са којом је добио ћерку Јовану. Умро је у Београду 5. децембра 2021.

## Каријера
Целу своју каријеру провео је у Црвеној Звезди, за коју је играо од 1963. до 1971. године. Током каријере одиграо је 174 утакмице и постигао 277 поена. Са Црвеном Звездом је успео да освоји Прву савезну кошаркашку лигу 1968–69 и Куп Југославије 1970–71. Играо је са Зораном Славнићем, Драганом Капичићем, Љубодрагом Симоновићем, Мирославом Тодосијевићем, Драгишом Вучинићем, Иваном Сарјановићем, Александром Станимировићем, Владимиром Цветковићем, Тихомиром Павловићем, Драгославом Илићем, Слободаном Поповићем, Дубравком Капетановићем и многим другима.
Играо је за репрезентацију Југославије до 18 година, када су били седми на ФИБА У18 Европском првенству у Напуљу . Током пет турнирских утакмица бележио је у просеку 7 поена по мечу.